# おうし座流星群
おうし座流星群（おうしざりゅうせいぐん、英語: Taurids）は、おうし座に放射点を持つ流星群である。

## 概説
おうし座南流星群とおうし座北流星群がある。いずれも母天体（母彗星）はエンケ彗星と考えられている。